# 高林清高

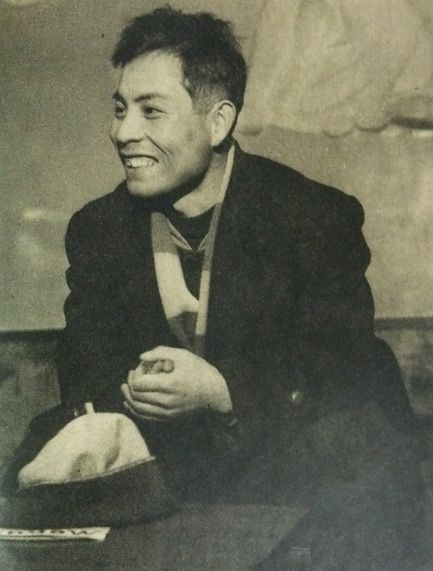
1955年

高林 清高（たかばやし きよたか、1928年7月10日 - 没年不詳）は、日本の元スピードスケート選手である。

## 経歴
長野県下諏訪町出身。明治大学在学中の1952年にオスロオリンピックへ出場し、500mで6位入賞、これは1936年ガルミッシュ・パルテンキルヘンオリンピック500mで4位となった石原省三以来2人目の入賞である。また、1500mで34位となった。4年後のコルティナダンペッツォオリンピックでは500mで30位に終わった。インスブルックオリンピックではスケートチームのコーチを務めた。
1953年（昭和28年）増沢工業に入社し、1956年（昭和31年）高林スケート工業専務に就任、1960年（昭和35年）明治精機製作所を創業し代表者となった。ほか、日本スケート連盟理事、長野県スケート連盟専門委員長、同副会長を歴任した。1983年（昭和58年）長野県スポーツ振興功績者表彰「勲功章」を受章した。